# 旗尾盤唇鱨
旗尾盤唇鱨，為輻鰭魚綱鯰形目倒立鯰科的其中一種，分布於非洲莫三比克、史瓦濟蘭及南非間的澎哥洛河與Incomati河流域，喜棲息在岩石底質流速快的溪流，屬肉食性，以水生昆蟲為食，體長可達9公分，可做為觀賞魚。

## 扩展阅读
維基物種上的相關：旗尾盤唇鱨